# Martin Gutl
Martin Gutl (* 28. April 1942 in Mühldorf bei Feldbach; † 20. August 1994) war ein österreichischer Priester und Buchautor.

## Leben
Gutl studierte Theologie in Graz, 1966 wurde er zum Priester geweiht. Er wurde Kaplan in Mürzzuschlag, später in Graz. 1981 wurde er Pfarrer in St. Peter ob Judenburg, 1984 Rektor des Bildungshauses Mariatrost.
Gutl veröffentlichte zahlreiche Bücher mit Gebets- und Meditationstexten.

## Werke
- mit Josef Dirnbeck: Ich begann zu beten – Texte für Meditation und Gottesdienst, Styria-Verlag, Graz 1973, ISBN 3-222-10745-9.
- Der tanzende Hiob.
- Loblied vor der Klagemauer.
- Revolutionäre Botschaft.
- Alles ist Botschaft. Styria-Verlag, Graz 1986, ISBN 978-3-222-11674-2.